# Eugen von Keyserling

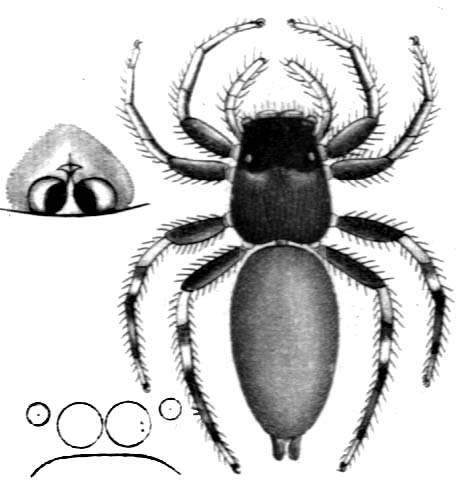
Diseño anatómico de Salticidae Cosmophasis obscura, realizado por Eugen Graf von Keyserling.

El conde Eugen von Keyserling (abreviado Keyserling) fue un naturalista alemán germano-báltico, nacido el 4 de abril de 1833 en Pockroy, ahora en Lituania, administrado por la entonces Rusia Imperial, y fallecido el 4 de abril de 1889 en Silesia, como consecuencia de la tuberculosis.

## Datos biográficos
Estudió historia Natural en Dorpat, en 1851. Desde 1856 a 1859, viajó por el imperio de Rusia, el Cáucaso, en Armenia y Persia. En 1860 se fue a Inglaterra y se embarcó para África, pero se enfermó en Argelia, y debe volver a Europa a Francia.
Se instaló en 1864 en Silesia, donde compró una gran finca. Dedicó su tiempo libre al estudio de las arañas, en particular, de las que recibe de sus corresponsales en el continente americano .
Su libro, Die Amerikas Spinnen, lo completa con George Marx (1838-1895).

## Otras obras
- Er beendete Die Arachniden Australiens (1871–1883) für Ludwig Carl Christian Koch
- Die Spinnen Amerikas (editó post mortem: George Marx). Bauer & Raspe, Nürnberg 1880–1893, 6 partes en 4 vols.

## Taxas descritas
- Ctenidae Keyserling, 1877,
- Sicariidae Keyserling, 1870,
- Audifia Keyserling, 1884, (Theridiidae)
- Aysha Keyserling, 1891, (Anyphaenidae)
- Azilia Keyserling, 1881, (Tetragnathidae)
- Bertrana Keyserling, 1884, (Araneidae)
- Ceraarachne Keyserling, 1880, (Thomisidae)
- Epeiroides Keyserling, 1886, (Araneidae)
- Faiditus Keyserling, 1884, (Theridiidae)
- Heurodes Keyserling, 1886, (Araneidae)
- Ordgarius Keyserling, 1886, (Araneidae)
- Paraplectanoides Keyserling, 1886, (Araneidae)
- Pronous Keyserling, 1881, (Araneidae)
- Taczanowskia Keyserling, 1879, (Araneidae)
- Thymoites Keyserling, 1884, (Theridiidae)
- Araneus albotriangulus Keyserling, 1887, (Araneidae)
- Helophora reducta Keyserling, 1886, (Linyphiidae)

## Honores

### Eponimia
- Argiope keyserlingi Karsch, 1878, (Araneidae)
- Chrysometa keyserlingi Levi, 1986, (Tetragnathidae)
- Dipoena keyserlingi Levi, 1963, (Theridiidae)
- Eustiromastix keyserlingi Taczanowski, 1878,(Salticidae)
- Josa keyserlingi L. Koch, 1866, (Anyphaenidae)
- Phoneutria keyserlingi F. O. P.-Cambridge, 1897, (Ctenidae)
- Singa keyserlingi McCook, 1894, (Araneidae)
- Xysticus keyserlingi Bryant, 1930, (Thomisidae)
- Zygiella keyserlingi Ausserer, 1871, (Araneidae)

## Colecciones
A su muerte deja una impresionante colección de más de 10.000 especímenes de arañas fue adquirida por el Museo de Historia Natural de Londres.